# I Remember You (Brian McKnight)
I Remember You è il secondo album in studio del cantante statunitense Brian McKnight, pubblicato nel 1995.

## Tracce
1. On The Down Low (Brian McKnight) – 4:58
2. On The Floor (Brian McKnight) – 4:17
3. Your Love Is Ooh (Brian McKnight) – 4:20
4. Up Around My Way (Brian McKnight, Quincy Jones, Leon Ware, Bruce Fisher, Stanley Richardson) – 4:31
5. Anyway (Brian McKnight, Robin Thicke) – 5:15
6. Still In Love (Brian McKnight, Brandon Barnes) – 3:58
7. Every Beat Of My Heart (Brian McKnight, Earl Rose) – 4:07
8. I Remember You (Brian McKnight, Brandon Barnes) – 5:00
9. Must Be Love (Brian McKnight, Brandon Barnes) – 4:36
10. Crazy Love (Van Morrison) – 4:01
11. Marilie (Brian McKnight) – 5:15
12. Kiss Your Love Goodbye (Brian McKnight, Clifton Davis) – 5:08
13. You (Brian McKnight) – 4:44
14. The Day The Earth Stood Still (Brian McKnight, Brandon Barnes) – 4:38
15. Niko's Lullaby (Brian McKnight, Brandon Barnes) – 1:37